# Облога Порт-Артура
38°47′47″ пн. ш. 121°14′10″ сх. д. / 38.79638889° пн. ш. 121.23611111° сх. д.
Облога Порт-Артура — найтриваліша битва Російсько-японської війни. Під час облоги Порт-Артура широко застосовувалися такі нові види зброї, як 11-дюймові (280-міліметрові) мортири, скорострільні гаубиці, кулемети Максима, загородження з колючого дроту, ручні гранати. За однією з версій, фортеця Порт-Артур стала місцем народження нової зброї — міномета.

## Історія

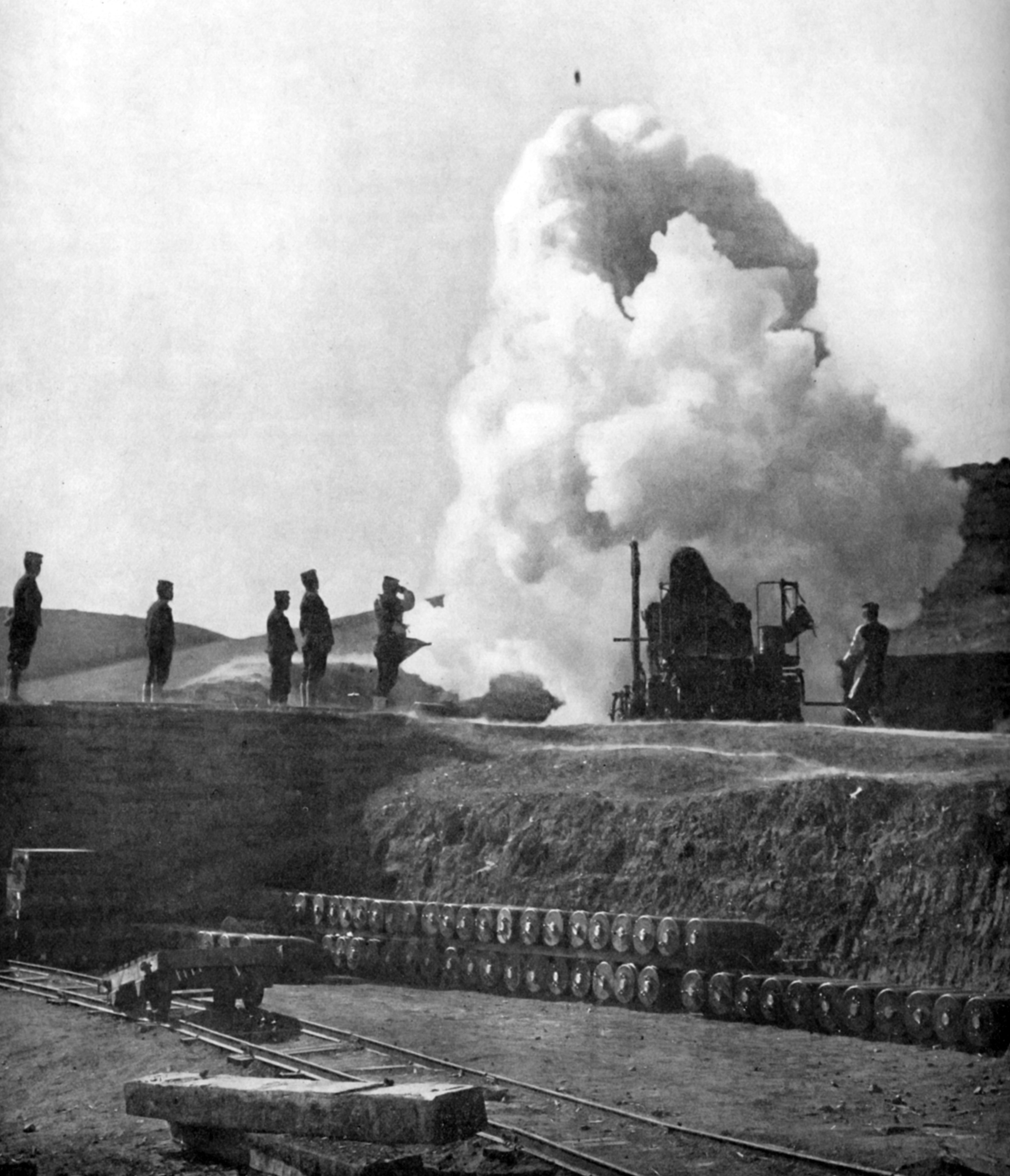
Облогова японська 11" мортира стріляє по Порт-Артуру

Російська імперія, прагнувши утвердитися на Далекому Сході, 1898 року орендувала південну частину Ляодунського півострова з Порт-Артуром (Люйошунь) на 25 років, для базування основних військово-морських сил у Тихому океані.
До січня 1904 року з 552 гармат, призначених для укріплень, у готовності перебувало лише 116, а гарнізон фортеці складався з не повністю укомплектованих 4-ї та 7-ї Східно-Сибірських стрілецьких дивізій. На Порт-Артур базувалася 1-а Тихоокеанська ескадра та частина кораблів Сибірської військової флотилії.
У ніч на 27 січня 1904 року почалася російсько-японська війна раптовим нападом 10 японських міноносців на російську ескадру в Порт-Артурі, що стояла зовнішньому рейді без охорони. Торпедами були пошкоджені кораблі. Вранці підійшли головні сили японського флоту під командуванням адмірала Тоґо Хейхатіро. Не досягнувши успіху в денному бою, японські кораблі блокували Порт-Артур, прагнучи не допустити виходу російської ескадри, яка б перешкодити перевезенню військ у Корею.

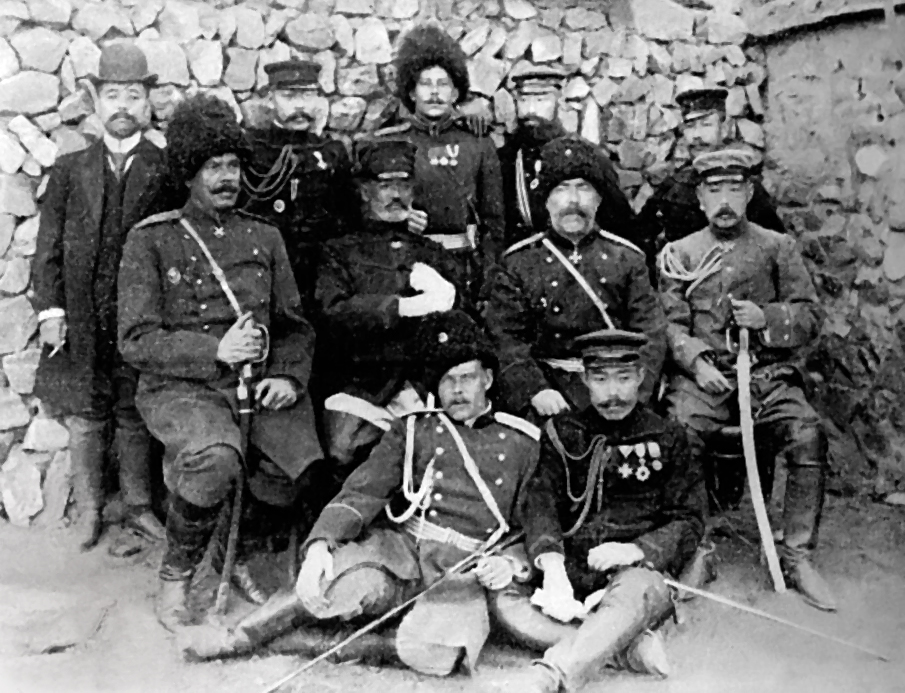
Спільне фото керівників обох армій

11 лютого 1904 року японці зробили невдалу спробу закрити вихід із порту, затопивши завантажені каменем кораблі.
24 лютого 1904 року в Порт-Артур прибув новий командувач 1-ї Тихоокеанської ескадри віцеадмірал З. О. Макарів, що вжив рішучих заходів щодо посилення оборони бази та підвищення бойової активності ескадри. Але його керівництво ескадрою виявилося недовгим.
31 березня 1904 при виході кораблів у море корабель «Петропавловськ» підірвався на мінах і затонув. Загинули. О. Макарів і більшість екіпажу корабля.
22 квітня 1904 року на північ від Порт-Артура японці почали висадку 2-ї армії (до 35 тис. чоловік, 216 гармат).
13 травня 1904 року японці перервали залізничне сполучення та телеграфний зв'язок порт-Артура з російською армією в Маньчжурії та атакували позиції, що прикривали далекі підступи до фортеці. Спроба російських військ (3,8 тис. чоловік, 65 гармат, 10 кулеметів) затримати супротивника не увінчалася успіхом. Командування направило на допомогу Порт-Артуру 1-й Сибірський армійський корпус (до 30 тис. чоловік).
У травні 1904 року для захоплення Порт-Артура японці приступили до здійснення висадки в Далекому (Даляні) 3-ї армії генерал-лейтенанта Ноґі Маресуке.
1—2 червня 1904 року 1-й Сибірський армійський корпус зазнав поразки під Вафангоу.
10 червня 1904 року у зв'язку з загрозою захоплення японцями кораблів, ескадра здійснила першу невдалу спробу прорватися до Владивостока.
17 червня 1904 року 3-я армія Ноґі Маресуке (48 тис. чоловік, близько 400 гармат, 72 кулемети) почала облогу фортеці. На той час оборонні споруди Порт-Артура були поліпшені, гарнізон посилено (41 тис. людей, 646 гармат, 62 кулемети).
28 липня 1904 року у зв'язку з загрозою захоплення японцями кораблів, ескадра вдруге спробувала прорватися до Владивостока, але після невдалої битви в Жовтому морі, велика частина ескадри повернулася в Порт-Артур, кілька кораблів прорвалися в іноземні порти, де були інтерновані.
З 29 липня 1904 кораблі російської ескадри були повністю залучені до оборони фортеці й підтримували війська вогнем. Значна частина особового складу ескадри билася на суші, 284 корабельні гармати передали для посилення оборони фортеці.
3 серпня 1904 року японське командування запропонувало здати фортецю, але пропозиція була відхилена.
6 серпня 1904 року 3-я японська армія зробила загальний штурм. В результаті запеклих боїв противнику ціною втрати до 20 тис. чоловік (росіяни втратили більше 6 тис. чоловік) вдалося лише в кількох місцях вклинитися в оборону фортеці. Японські війська змушені були перейти до тривалої облоги.
До 22 листопада 1904 року втративши до 8 тис. чоловік, японці зайняли гору Висока. Коригуючи з неї постріли важкої артилерії, вони один за одним потопили всі кораблі, що стояли на внутрішньому рейді.
2 грудня 1904 року загинули організатор та натхненник сухопутної оборони Порт-Артура генерал-лейтенант Р. І. Кондратенко та його найближчі помічники. Начальником сухопутної оборони був призначений генерал А. В. Фок.
20 грудня 1904 року всупереч думці військової ради та всупереч вимогам статуту, начальник Квантунського укріпленого району генерал-лейтенант А. А. М. Стессель підписав акт про капітуляцію гарнізону, ще здатного продовжувати боротьбу із противником. Напередодні капітуляції матроси, солдати та офіцери знищували вцілілі кораблі, непридатні знаряддя, спалювали склади. Корабель «Севастополь» затопили, шести міноносцям та кільком катерам вдалося прорватися до китайських портів. На міноносці «Статний» евакуйовано прапори та секретні документи.
Битва за Порт-Артур тривала 159 днів. Японці втратили вбитими та пораненими 112 тис. чоловік, 15 кораблів потоплено, 16 пошкоджено. Втрати російських військ становили 27 тис. чоловік.

## Галерея

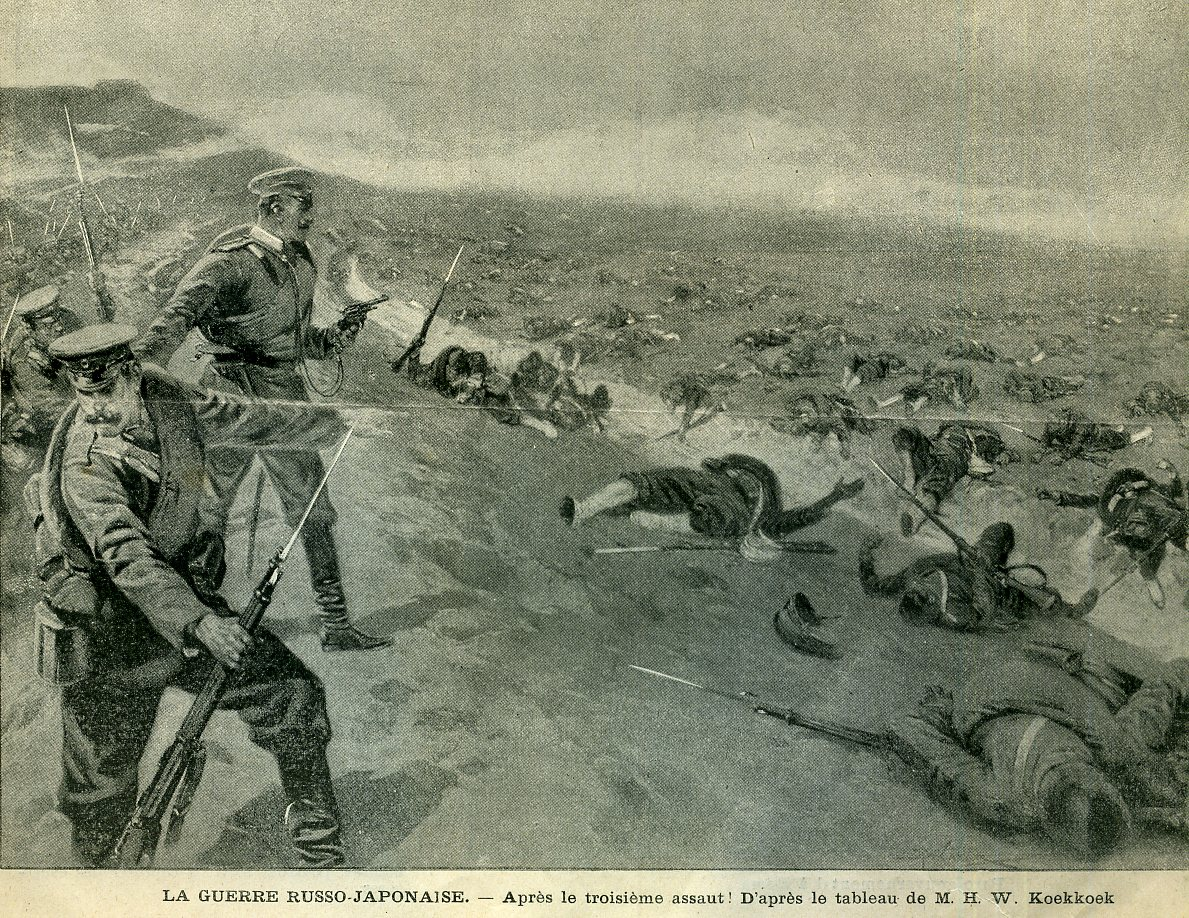
Тіла вбитих японців перед російськими окопами після третього штурму
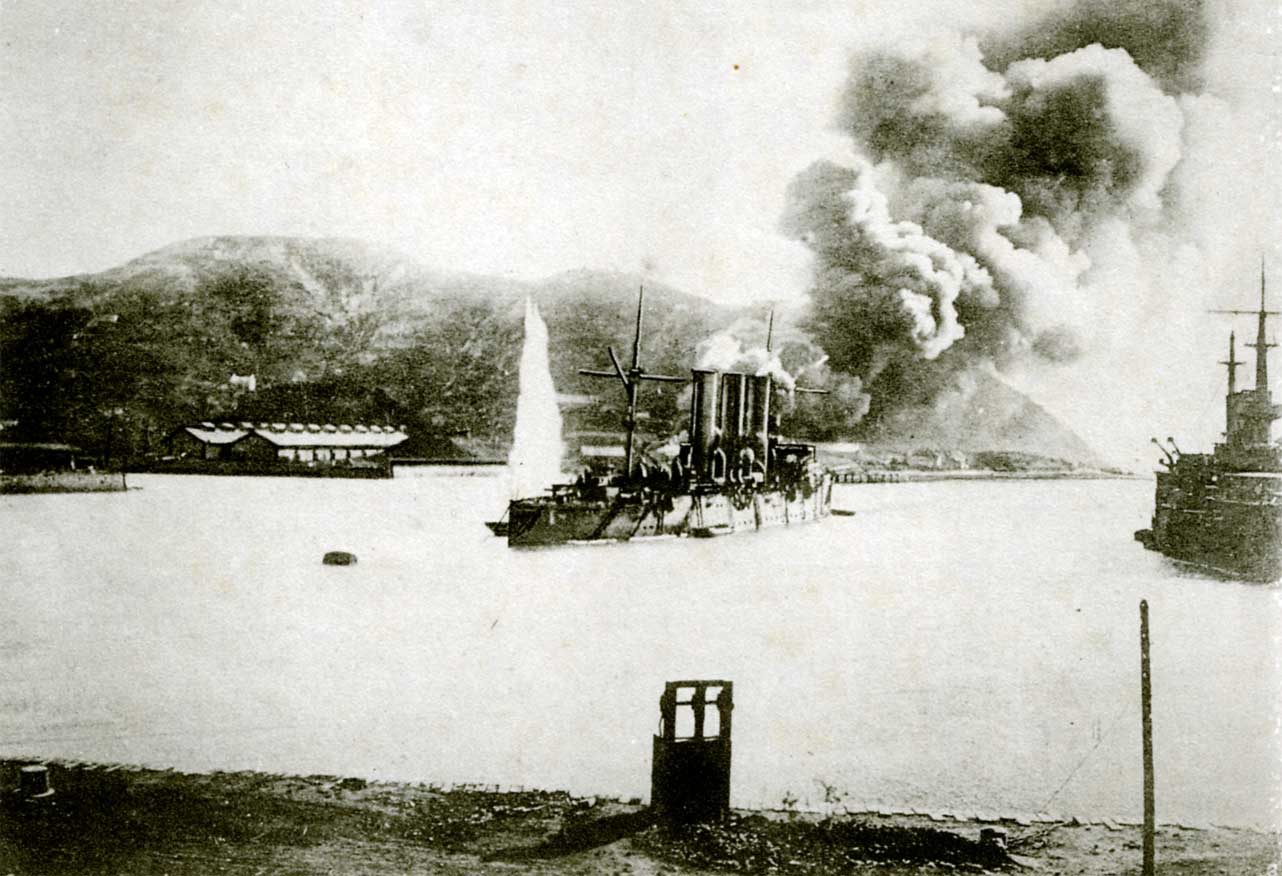
Обстріл російських військових кораблів у гавані Порт-Артура японською артилерією
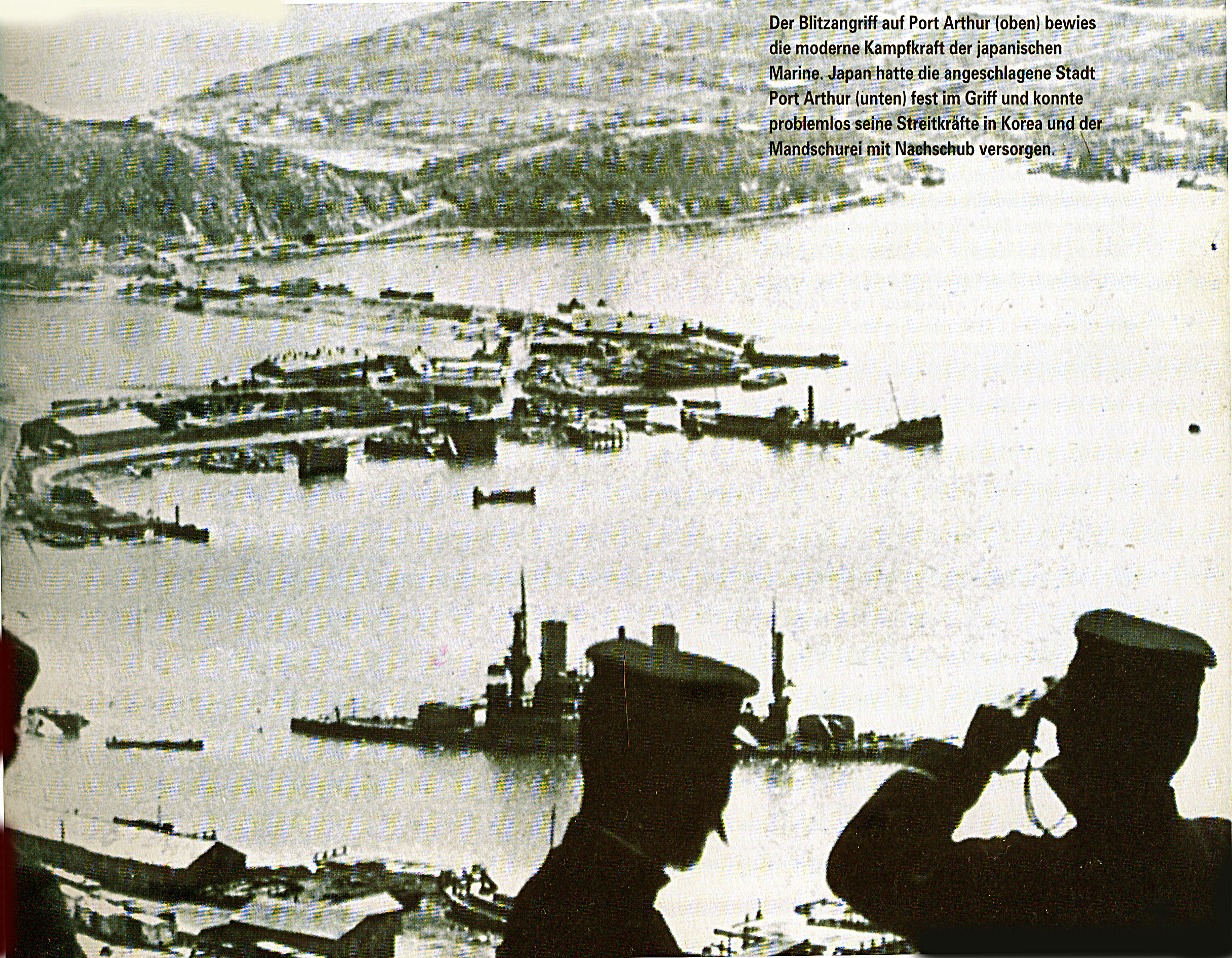
Японці у Порт-Артурі. На передньому плані — броненосець, що затонув, «Полтава»
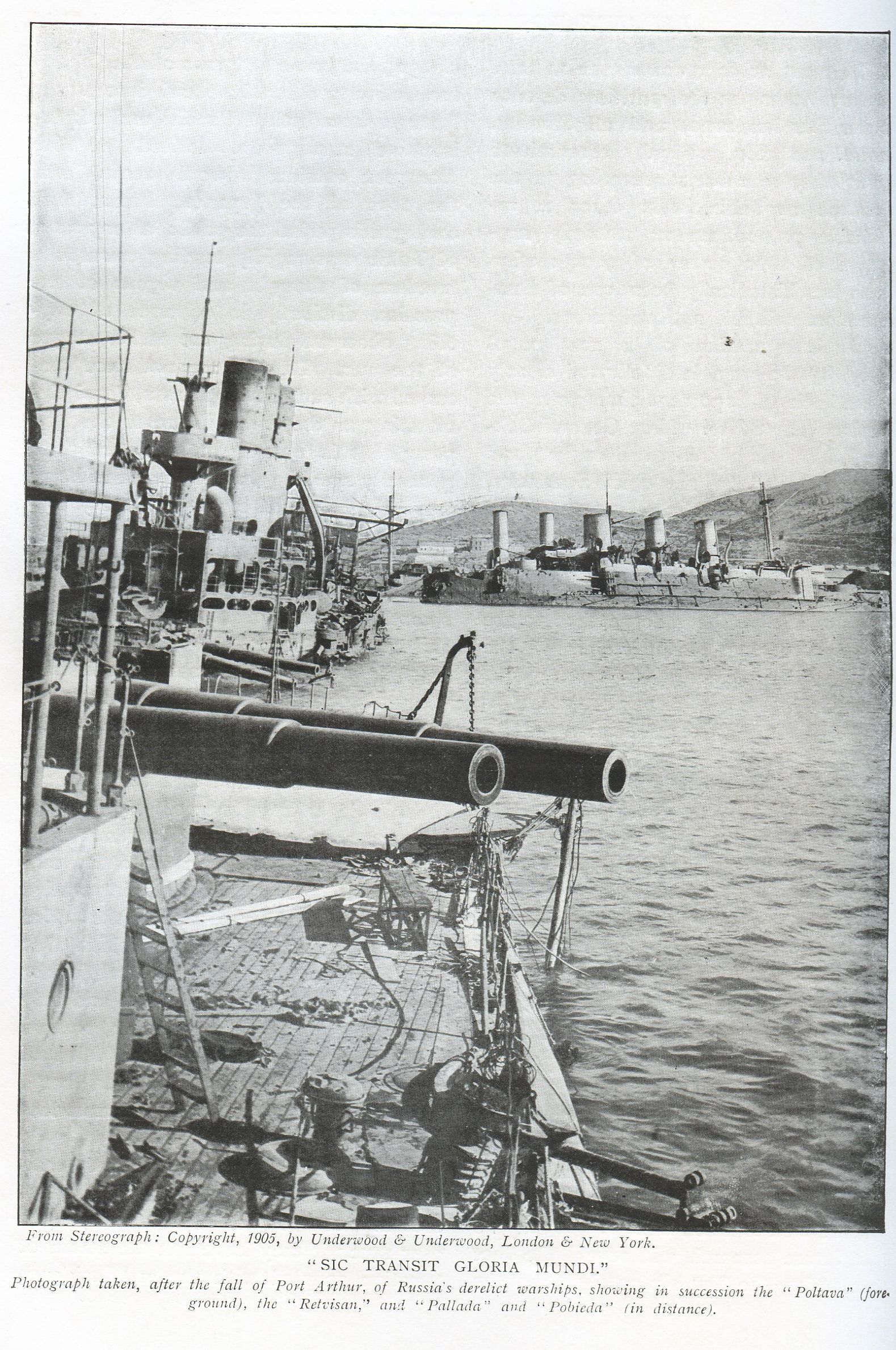
Фотографії затоплених російських кораблів в порту Артура гавані. На передньому плані «Полтава» та «Ретвізан», далі «Перемога» та «Паллада».